# Maria a Ungariei, regină a Neapolelui
Maria de Ungaria (n. 1257 – d. 25 martie 1323, Napoli, Regatul Neapolelui) din dinastia Arpadiană, a fost regina consoartă a regelui Neapolelui. A fost fiica regelui Ștefan al V-lea al Ungariei și al soției acestuia Elisabeta Cumana. Maria a fost și regentă a Provenței între 1290 și 1294 și a Neapolelui în 1295-96, 1296-98 și în 1302, în absența regelui.